# 1073 (szám)
Az 1073 (római számmal: MLXXIII) az 1072 és 1074 között található természetes szám.

## A szám a matematikában
A tízes számrendszerbeli 1073-as a kettes számrendszerben 10000110001, a nyolcas számrendszerben 2061, a tizenhatos számrendszerben 431 alakban írható fel.
Az 1073 páratlan szám, összetett szám, félprím. Kanonikus alakja 291 · 371, normálalakban az 1,073 · 103 szorzattal írható fel. Négy osztója van a természetes számok halmazán, ezek növekvő sorrendben: 1, 29, 37 és 1073.
Az 1073 huszonkét szám valódiosztó-összegeként áll elő, ezek közül legkisebb a 3207.

## Csillagászat
- 1073 Gellivara kisbolygó